# Jurij Jechanurow

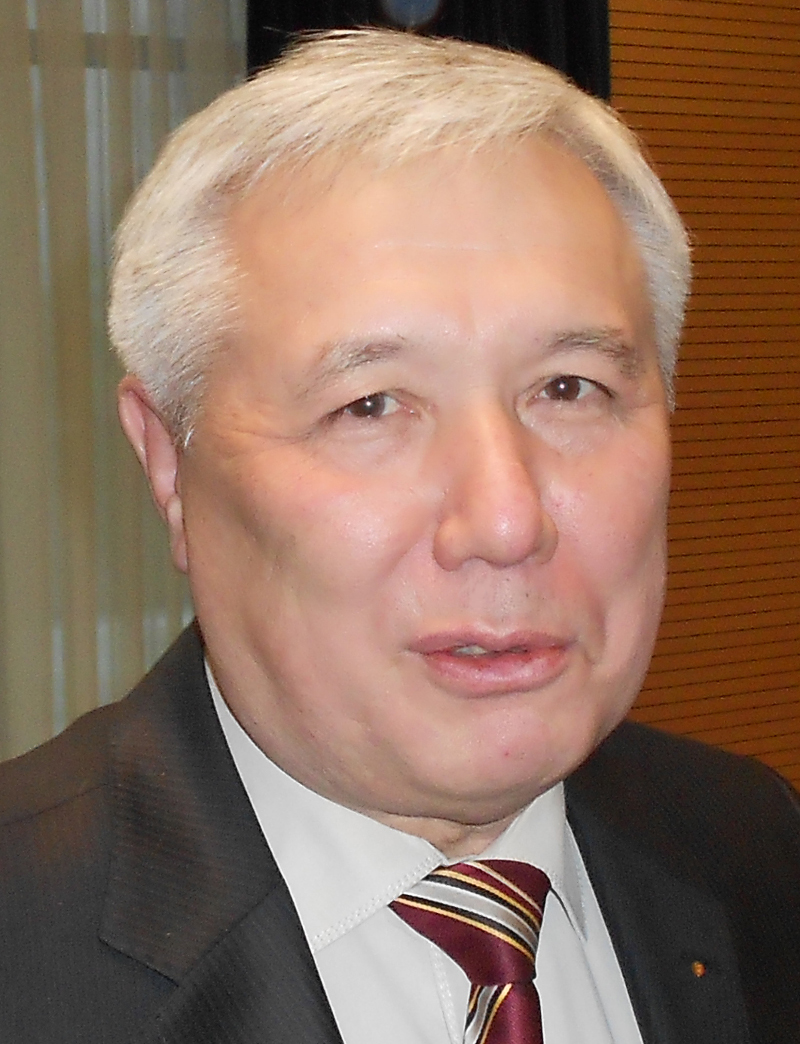
Jurij Iwanowytsch Jechanurow (2013)

Jurij Iwanowytsch Jechanurow (ukrainisch Юрій Іванович Єхануров, wiss. Transliteration Jurij Ivanovyč Jechanurov; * 23. August 1948 in Belkatschi, Jakutische Autonome Sozialistische Sowjetrepublik, Sowjetunion) ist ein ukrainischer Politiker (NSNU) und war vom 8. September 2005 kommissarischer, und vom 22. September 2005 bis 10. Januar 2006 amtierender Ministerpräsident der Ukraine. Von Dezember 2007 bis Juni 2009 war er Verteidigungsminister der Ukraine.

## Werdegang
Jechanurow ist in einem Dorf in der Jakutischen ASSR (heute Republik Sacha, Russland) als Sohn eines Burjaten und einer Polin geboren und wurde nach dem Abschluss einer achtklassigen Schule in Burjatien 1963 bis 1967 zunächst am Kiewer Bautechnikum ausgebildet; seitdem lebt er in der Ukraine. Einem Studium am Kiewer Institut für Volkswirtschaft folgte die Aspirantur am wirtschaftswissenschaftlichen Forschungsinstitut Hosplan. Er ist Kandidat der Wirtschaftswissenschaften und seit 2002 Professor an der Nationalen Taras-Schewtschenko-Universität in Kiew.
Nach seinem Studium sammelte Jechanurow in erster Linie Erfahrungen in der Bauindustrie: 1967 begann er in einer Stahlbetonfabrik innerhalb des Trusts Kyjiwmiskbud № 4 als Meister; sein Werdegang dort endete erst als Direktor der Fabrik. 1977 bis 1978 leitete er stellvertretend den Produktionsbereich des Bautrusts Buddetal, und im selben Jahr wechselte er als Direktor zum Trust Kyjiwmiskbudkomplekt. Nach einem erneuten Intermezzo 1985–1988 als Direktor von Buddetal wurde er anschließend wieder Stellvertretender Direktor beim städtische Bauunternehmen Holowkyjiwmiskbudu, wo er für ökonomische Fragen zuständig war.
Nach der Unabhängigkeit der Ukraine hatte Jechanurow verschiedene politische Leitungspositionen inne, wobei er vor allem für Wirtschaftsfragen zuständig war. 1991 bis 1998 war er Mitglied des Staatlichen Wirtschaftsrates der Ukraine, Mitglied im Kollegium der Staatsrada und stellvertretender Vorsitzender des Kiewer Stadtrats.
Jurij Jechanurow war maßgeblich an der Koordination der Privatisierungen der 1990er Jahre sowie an der Gründung des Fonds für Staatseigentum beteiligt; die Grundlage der Entwicklung kleiner und mittelständischer Unternehmen in der Ukraine wird u. a. seiner Führung zugeschrieben.
1998 wurde der Politiker für den Wahlkreis Schytomyr in die Werchowna Rada gewählt, und 1999 bis 2001 war er als erster Vizeministerpräsident in der Regierung Juschtschenko vor allem für ökonomische Fragen zuständig.
Nach dem Ende der Regierung Juschtschenko arbeitete Jechanurow als zweiter Vorsitzender in der Präsidialverwaltung Kutschmas; dieser machte ihn seit November 2001 zum Bevollmächtigten für Fragen der Verwaltungsreform in der Ukraine.
Seit dem Sieg des Blocks Nascha Ukraijina bei der Parlamentswahl 2002 war er als Listenkandidat (Nr. 26) erneut Parlamentsabgeordneter und leitete unter anderem die Kommission für Industrie- und Unternehmenspolitik.
Am 1. April 2005 ernannte Präsident Juschtschenko den Politiker zum Gouverneur der Oblast Dnipropetrowsk.
Nach der Entlassung der Regierung Tymoschenko übernahm Jechanurow am 8. September 2005 kommissarisch das Amt des Ministerpräsidenten der Ukraine. Bei einer Abstimmung im Parlament zwei Wochen später verfehlte er jedoch die notwendige Mehrheit um drei Stimmen. In einer Neuabstimmung am 22. September wurde er mit 289 von 450 Stimmen im Amt bestätigt. Am 10. Januar 2006 sprach ihm das Parlament das Misstrauen aus. Bis zu den Wahlen 2006 blieb er kommissarisch im Amt.
Am 11. Dezember 2007 wurde er von Präsident Juschtschenko dem Parlament als Verteidigungsminister in der zweiten Regierung Tymoschenko vorgeschlagen und am 18. Dezember 2007 wurde Jechanurow von der Werchowna Rada in dieses Amt gewählt. Auf Betreiben der damaligen Ministerpräsidentin Julija Tymoschenko wurde er am 5. Juni 2009 vom ukrainischen Parlament seines Amtes wieder enthoben. Von Juli 2009 bis Februar 2010 war er der Stellvertretende Leiter der Präsidialverwaltung der Ukraine. Jechanurow ist Leiter der Kiewer Gebietsorganisation von Nascha Ukraijina.
Jechanurow ist mit der Bauingenieurin Olena Lwiwna Jechanurowa verheiratet und hat einen Sohn (* 1975).

## Auszeichnungen
- Ehrenzeichen der Sowjetunion, 1977
- Präsidiumsurkunde der Werchowna Rada der Ukrainischen SSR
- Ehrenurkunde des Ministerkabinetts der Ukraine, 2001
- Orden des Fürsten Jaroslaw des Weisen (V. Klasse), 2006
- Orden des Fürsten Jaroslaw des Weisen (IV. Klasse), 2009